# Nonazochis
Nonazochis és un gènere monotípic d'arnes de la família Crambidae descrit per Hans Georg Amsel el 1956. Conté una sola espècie, Nonazochis graphialis, descrita per William Schaus el 1912, que es troba a Costa Rica i Hondures.